# Meteorus rufus
Meteorus rufus är en stekelart som först beskrevs av Degeer 1778.  Meteorus rufus ingår i släktet Meteorus och familjen bracksteklar. Arten är reproducerande i Sverige. Inga underarter finns listade i Catalogue of Life.